# Castel San Pietro (Vérone)
La caserne d'État de Castel San Pietro ou plus simplement Castel San Pietro, à l'origine appelée Aerarialcasernen Castel San Pietro, est un bâtiment militaire situé sur la colline San Pietro à Vérone, sur une hauteur et bénéficiant ainsi d'une large vue panoramique sur la ville. Pour cette raison elle est devenue une destination privilégiée des touristes et des Véronais qui peuvent rejoindre la place devant le château également via le funiculaire de Castel San Pietro. Le bâtiment a été conçu par la Direction du Génie Autrichien stationnée dans la ville, et construit entre 1852 et 1858, lorsque les vestiges de la courtine du château préexistant, construit à la fin du XIVe siècle, ont également été restaurés.

## Histoire

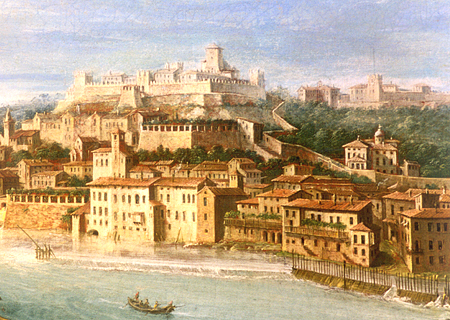
Vue de l'ancien château Visconti peinte par Antonio Joli

La fonction défensive de la colline s'est consolidée au Moyen Âge ; en fait, la disposition  du castrum remonte à Bérenger Ier de Frioul. En 1393, un château plus imposant a été construit par Gian Galeazzo Visconti. Pendant le gouvernement de la République de Venise, le château était destiné à la résidence du commandant militaire, de sorte que de nouveaux bâtiments ont été construits à l'intérieur de son enceinte. En 1627, d'autres travaux de restauration ont eu lieu, tandis qu'en 1703, la caserne d'infanterie existante a été agrandie pour abriter une garnison doublée, de 150 à 300 hommes.
Entre 1852 et 1858, il y a eu la construction de la caserne autrichienne, toujours présente aujourd'hui, et l'aménagement des vestiges du château et de la route d'accès au complexe. Cela a été commandé par le maréchal Josef Radetzky et a été conçu par les ingénieurs autrichiens sous la direction de Conrad Petrasch.
Depuis 2002, après des années d'abandon de la caserne, un plan opérationnel a été défini pour la mise en valeur de l'ensemble du complexe et la restauration des bâtiments, qui serviront de siège au Musée de la Ville.

## Description

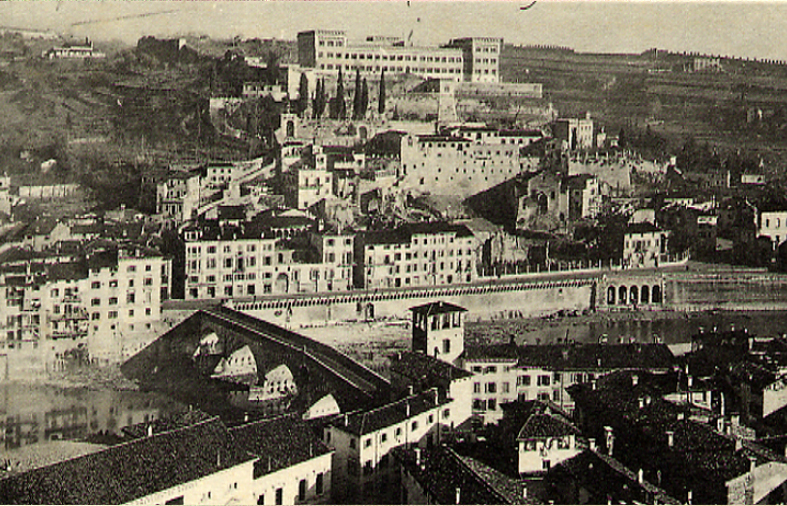
Le château sur une photographie du début du XXe siècle, d'où l'on peut également apercevoir la courtine médiévale

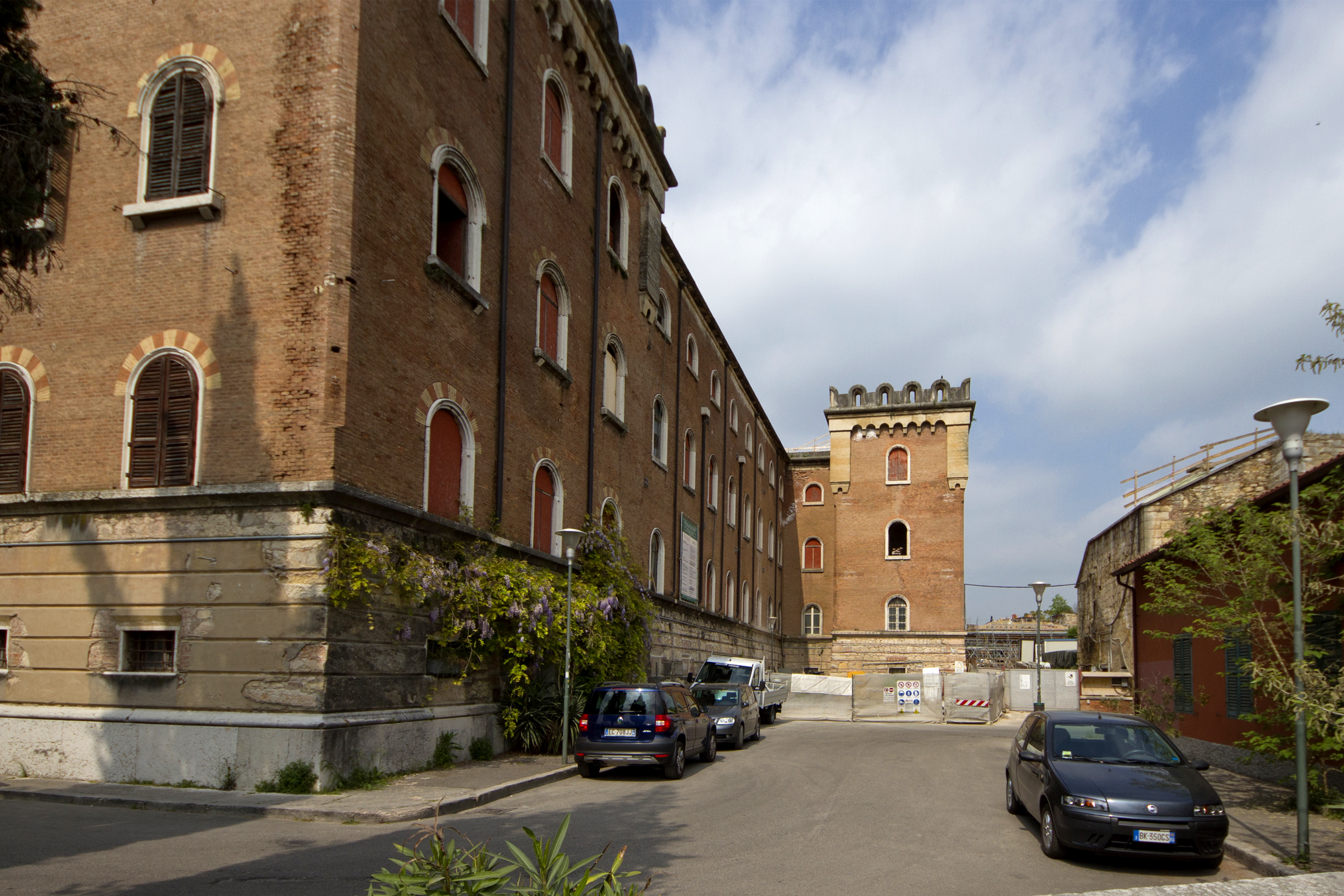
La façade arrière de la caserne

Le style néo-roman, alors adopté dans le grand Arsenal de Vienne, a été appliqué pour la première fois à Vérone dans la conception néo-médiévale de la caserne de Castel San Pietro. Dans ses façades, au parement de briques apparentes et aux anneaux d'arcs polychromes, on reconnaît les personnages du Moyen Âge en Europe centrale et les éléments de la tradition figurative véronaise. Conscients de sa position particulière dans le paysage urbain, selon les prescriptions de Radetzky, les urbanistes des Habsbourg ont donné à la nouvelle caserne l'aspect architectural du château, en accord avec les murs d'enceinte Scaliger. Le toit à terrasse, aux merlons fortifiés blancs stylisés, en plus d'une fonction militaire, a été conçu pour l'observation perspective de la ville dans son cadre environnemental et paysager.